# 디지털 리마스터링
디지털 리마스터링(영어: digital remastering)은 기존의 아날로그 형식이었던 마스터(원본)을 디지털의 포맷으로 전환하여 새로운 마스터를 만드는 과정을 말한다.또한 한편으로 미디어의 결함이나 재생 장비의 문제, 잘못된 캡처 등의 종류의 오류를 개선하는 작업이기도 하다. 따라서 이 과정의 목적은 아날로그의 콘텐츠가 가지는 화질이나 음질상의 문제점들을 개선하여 더 나은 품질의 콘텐츠로 재생산 시키는 것이다. 이때 프로듀싱 과정부터 다시 시작하는 리메이크와는 달리 기존의 결과물을 바탕으로 하기 때문에 원작을 크게 벗어나지 않고 품질의 향상에만 기여한다는 것이 특징이다.
보통 디지털 리마스터링이라는 용어와 리마스터링이라는 용어가 혼용되어 사용되는 경우가 있는데, 엄밀히 말하면 그 둘은 같은 개념이라고 할 수 없다. 디지털화를 거치지 않는 리마스터링도 존재하기 때문이다. 예를 들면, 비닐 LP의 마스터가 오래되어 품질이 열화되었을 경우, 새로운 마스터를 다시 생성하는 것 역시 리마스터링에 포함된다

## 배경 및 역사

### 기술적 배경
리마스터링의 디지털화된 과정은 정밀한 처리 기술과 미세 조정 능력 및 고급의 수정 능력의 기술적 배경을 필요로 한다. 즉 보통사람보다 시각과 청각 등 신체감각이 월등하게 뛰어난 엔지니어의 기술적 능력을 통해서만 작업인 것이다. 디지털 리마스터링이라는 기술은 과학사에서의 디지털 기술과 복원 기술이 발전함에 따라 성장해왔다. 또한 이 기술이 영화나 음악과 같은 예술 콘텐츠 분야에 적용되기 시작하며 그 발전의 양상이 빨라졌다. 기본적으로 각 콘텐츠의 디지털 리마스터링 기술의 이론적 배경은 공통된 맥을 가지고 있지만 어떤 것을 추구하느냐에 따라 조금씩 다른 점이 있다.

### 역사
디지털 리마스터링의 역사는 마스터링이라고 불리는 작업에서부터 비롯된다. 마스터링은 곧 마스터(master)를 만드는 작업이며 마스터는 복제를 위한 최종의 원본을 말한다고 할 수 있다. 애초에 마스터링이라는 개념은 음악의 레코딩 역사와 관련이 깊다. 레코딩 역사에서 디스크가 사용되기 시작하고 음악을 기록 및 복제하는 기술이 생기면서, 복제의 대상이 되는 원본의 디스크를 마스터라고 부르고, 그 원본을 만들어내는 후반부의 음악 작업을 마스터링이라고 불렀기 때문이다. 리마스터링은 말그대로 마스터링 작업을 반복하는 것이다. 1970년대에 디지털 레코딩 기술이 발전함에 따라 기존의 리마스터링에 대한 개념에 혁신이 일어났다. 이전에 존재하던 아날로그 형식의 마스터를 디지털화 시키기 시작한 것이다. 이러한 리마스터링은 후에 기술의 발전으로 음악 분야뿐만 아니라 영화나 게임과 같은 콘텐츠에도 적용할 수 있는 과정이 되어, 프로듀싱을 마친 매체의 소스를 조합하고 다듬는 작업을 가리키게 되었다고 할 수 있다. 최근에는 과거 LP, 카세트 테이프, VHS 등의 아날로그 매체로 발매된 콘텐츠를 현대인들도 즐길 수 있도록 CD, DVD 등으로 다시 발매하거나, HD가 나오기 이전에 발매된 매체를 HD 환경에 맞게 다시 마스터링해서 발매하는 등 하나의 산업을 형성해가고 있다.

## 대상 콘텐츠의 종류와 특징
디지털 리마스터링의 대상이 되는 콘텐츠에는 영화 및 애니메이션, 음악, 게임, 방송 등이 있다.

### 영화 및 애니메이션

#### 특징
영화 및 애니메이션에서의 디지털 리마스터링은 복원의 형태로 이루어진다. 특히 고전 영화의 복원판 제작과 디지털 리마스터링 작업은 영화 산업의 매우 중요한 분야가 되었다고 할 수 있다. 상대적으로 화질과 음질이 떨어지는 과거 영화를 디지털 리마스터링 작업을 통해 질을 향상시켜 재개봉하는 추세인 것이다. 그런 영화들만 상영하는 영화제도 생겼고, 2010년의 칸영화제에서만 해도 13편의 복원판이 상영되었다. 기존의 영화 같은 경우 필름 영사 방식으로 상영, 배포되었다. 필름 영사는 상영을 위해서 원본을 복사한 프린트(print)라는 복사 필름을 제조하게 된다. 이 복사 과정에서 화질이 열화되며, 또한 필름 자체가 아날로그 매체이기 때문에 자주 사용할수록 필름이 손상을 입어 점점 화면에 먼지 자국이나 노이즈가 보이게 된다. 또한 필름을 영사시키는 광학식 영사기의 특성상, 단일 램프의 빛을 투사하기 때문에 화면의 중앙보다 가장자리의 명도가 조금 떨어지는 현상이 일어난다. 이 과정에서 '복원' 작업이 필요해지는 것이다. 복원은 필름의 노이즈를 제거하고 스크래치를 없애는 광학 복원과 필름을 스캔하여 디지털 소스로 변환하고 복원 솔루션을 동원하는 디지털 복원으로 나뉜다고 할 수 있다. 이러한 디지털 리마스터링 작업은 DVD 산업과 연계되어 있다. 지명도가 높았던 과거 영화를 다시 복원하여 상업성을 다시 얻는 것이다.

#### 기술적 과정
영화에서의 디지털 리마스터링 기술적 작업은 크게 스캔과 복원 이렇게 둘로 나눌 수 있다. 먼저 원본 필름을 스캔하는 작업의 경우 필름을 프레임별로 적어도 2048화소로 스캔하여야 한다.스캔의 과정 후엔 기술자가 MTI의 디지털 복원 시스템(DRS)와 같은 전문적인 소프트웨어를 이용하여 원래의 색상을 최대한 복원하는 한편 원본 필름에 있던 상처나 먼지 등을 제거한다.
이러한 기술적 과정에 대해 좀 더 세부적으로 다뤄보자면 총 다섯단계로 나누어 살펴볼 수 있다. 첫번째 단계는 초음파 및 액체를 통해 오리지널 필름 롤의 먼지를 제거하고, 필름 위에 생긴 상처를 일시적으로 보이지 않게 하기 위해 특수 용액으로 상처를 덮는다. 두번째 단계에서는 각 프레임의 디지털 이미지를 만들기 위해 스캐너에 필름을 넣는다. 세번째 단계는 각각의 색상 채널(적색, 녹색, 청색)으로 4번 스캔하는 것인데, 이것은 원래의 필름과 가까우면서도 좀 더 생생한 이미지를 생성하기 위함이다. 네번째는 이제 필름을 프레임별로 편집한다. 이때 기술자가 직접 색상 차이를 보정하고 얼룩 및 오래된 필름의 흔적들을 제거하는데, 이 과정이 매우 긴 시간을 필요로 하여 1년까지도 걸린다. 다섯번째 마지막으로 편집한 것들을 디지털 파일로 압축하는데, 블루 레이에 사용되는 MPEG-4 압축의 방식이 다른 방식들보다 원본의 섬세함을 간직하면서도 파일을 작게 압축하는데에 용이하다고 할 수 있다.

#### 역사와 사례
대한민국
한국 내의 디지털 리마스터링 역사를 살펴보자면, 국내 최초의 디지털 리마스터링된 영상물은 바로 로보트 태권V(1976)라고 할 수 있다. 27년만에 예전 필름을 복원하여 2년 동안 10억 원 가까이 되는 예산을 들여 재개봉을 했다. 우리나라는 2010년을 전후하여 디지털 리마스터링에 대한 관심이 높아졋으며 최근에는 찰리 채플린의 영화 등 고전영화를 극장에서 다시 개봉하는 모습을 보이고 있다.
- 2010년 프란시스 포드 코폴라 감독의 《대부2》
- 2013년 박찬욱 감독의 《올드보이》
- 2014년 허진호 감독의 《8월의 크리스마스》
- 2014년 크리스토퍼 놀란 감독의 《메멘토》
- 2014년 제인 캠피온 감독의 《피아노》
- 2014년 로만 폴란스키 감독의 《테스》
- 2014년 호소다 마모루 감독의 《시간을 달리는 소녀》
- 2014년 신카이 마코토 감독의 《초속 5cm》
- 2014년 미야자키 하야오 감독의 《하울의 움직이는 성》
- 2015년 미야자키 하야오 감독의 《센과 치히로의 행방불명》
- 2015년 찰리 채플린 감독의 《모던 타임즈》
- 2016년 조엘 슈마허감독의 《오페라의 유령》

### 음악

#### 특징
음악은 과거 아날로그 방식으로 녹음되었던 음반의 음악들을 디지털 형식으로 변환한 뒤 음정, 음색, 박자 등을 조절하고 잡음을 없애 더 선명한 음악으로 재탄생시킨다. 먼저 음악에서의 디지털 리마스터링의 장점은 첫번째로 디지털 사운드로 전환된 오디오 파일이 아날로그 사운드보다 편집하기에 더 용이하며, 두번째로는 디지털 사운드는 훼손되지 않고 그대로 남기 때문에 마찰음과 비슷한 히싱사운드(hissing sound)가 발생하지 않다는 점이 있다.
그러나 음악에서의 디지털 리마스터링은 논란의 여지도 많다. 만약 디지털 리마스터링이 단순히 오래되어서 음질이 떨어지는 옛날 음악들을 더 나은 소리로 탄생시키는 것만이면 문제가 없을 것이다. 하지만 kiss나 Beatles 같은 밴드들의 음반을 디지털 리마스터링한 사례를 보면, 현대의 음악적 기호와 기준에 근거하여 음악을 변형시켰다고 보는 이들이 있다.
즉 다시 말해 기존 음악의 고유성(originality)를 훼손했다는 것이다. 또 다른 디지털 리마스터링에 대한 비판적 시각에 대해 다뤄보자면, 음량전쟁(the loudness war)이라는 말로 대표되는 현상을 말할 수 있다. 이 현상은 레코드 회사의 이익을 위한 전략에서 비롯된 것이다. 새 음반이 발표되어 길거리 혹은 라디오에서 나올 때 다른 노래와의 상업적 경쟁에서 우위에 설 수 있는 가장 쉬운 방법은 바로 큰 음량을 통해 소비자에게 신선함과 흥분을 선사하는 것이라고 생각한 것이다. 그렇게 음량을 증폭시키다 보니 기존의 왜곡되고 전혀 다른 소리가 나는 정도의 수준까지 증폭시키게 된 것이다. 특히 가장 작은 소리와 가장 큰 소리의 표현 정도를 알 수 있는 다이내믹레인지(Dynamic range)의 관점에서 '이제 모든 노래들은 처음부터 끝까지 크고 강력하며 귀에 피로만 줄 뿐'이라는 회의적인 시각이 등장했다. 또한 이외에도 죽은 글렌 굴드의 '골드베르크 변주곡'이 디지털 리마스터링 기술로 말미암아 1955년 뉴욕 CBS 스튜디오에서 울리던 글렌 굴드의 피아노가 2006년 토론토의 CBC 스튜디오에서 ‘원음’ 그대로 되살아난 것과 관련하여, '예술'과 '기술' 사이에 경계를 희미하게 하고 있다는 시각도 있다. 이러한 음악의 디지털 리마스터링에 대한 저항의 일종으로 미국이나 유럽에선 예전 LP를 리마스터링해 다시 찍어내거나 글로벌 오디오 제작 업체들이 턴테이블을 새로 내놓는 등 'LP리마스터링'을 좇아 복고를 시도하는 이들도 있다.

#### 기술적 과정
기술적 과정은 먼저 원본 아날로그 버전을 대상으로 두고 그 원본의 트랙들을 디지털화하는 것이 첫번째이다. 이는 컴퓨터를 사용하여 편집할 수 있도록 하기 위해서이다. 그 다음 트랙들을 정돈하여 순서를 맞추어 정돈하는데, 이 과정에서 트랙들의 정리가 제대로 되지 않으면 음파 불균형이 일어날 수 있기 때문에 유의해야 한다. 또한 이 과정은 제대로 믹스된 테이프에서의 감정의 높낮이와 같은 CD의 전체적인 흐름에 영향을 미친다고 할 수 있다. 이제 엔지니어들은 소프트웨어 도구를 이용하여 각각의 악기소리나 보컬 소리가 아닌 음악의 전체적인 스테레오 믹스 사운드를 음악적으로 부드럽고 더 유연하게 조정한다. 이후 엔지니어들이 리미터(limiter), 이퀄라이저(equaliser), 컴프레서(compressor)와 같은 소프트 웨어 도구를 통해 본격적인 작업을 시작한다. 이때 리미터(limiter)와 컴프레서(compressor)는 트랙의 음량을 제어하는 역할을 한다. 트랙의 다이내믹레인지(Dynamic range)는 트랙 음량이 가장 큰 부분과 가장 작은 부분 사이의 변화와 관계를 계산하여 측정한다. 이때 녹음실의 소음은 네거티브 데시벨로 간주하며 0(제로 사운드)를 녹음될 수 있는 가장 큰 소리의 크기로 정한다. 리미터(limiter는 엔지니어가 앞서서 설정한 비율에 따라 소리의 가장 큰 부분이 캡(cap)을 초과하지 않고 일정한 수준을 유지할 수 있도록 작동하는 역할을 한다. 다음으로 이퀄라이저(equaliser)는 저음 부분(bass)과 고음 부분(treble)의 세부적인 것들을 균형적으로 조정하고 유지시켜서 음악의 톤 밸런스를 맞추는 작업이 이어진다.

#### 역사와 사례
대한민국 가수
한국에서 음악의 디지털 리마스터링이 된 사례는 주로 과거의 향수를 추억하는 의미에서 새로운 앨범을 발매하는 경우가 대부분이다. 한국 내 음악산업에서 리마스터링 열풍은 올해 초 유재하 앨범부터 시작됐는데, 유재하의 데뷔 앨범이자 유작인 ‘사랑하기 때문에’가 26년 만에 리마스터링을 거쳐 온라인 음원으로 재발매돼 그를 추억하는 많은 팬들에게 사랑을 받았다. 기념적인 의미에서 고인이 된 아날로그 감성 가수들의 앨범을 디지털이라는 이름으로 새롭게 탄생시키는 양상인 것이다. 따라서 앨범의 한정 판매로 이루어지는 경우가 많다.
- 2014년 유재하의 1집《사랑하기 때문에》
- 2014년 김광석의 4집 《네번째》

한국 밖의 가수
- 2005년 마일스 데이비스의 전 앨범
- 2009년 비틀즈의 전 앨범
- 2010년 존레논의 《Double Fantasy》
- 2010년 본 조비의 전 앨범
- 2010년 밥 딜런
- 2011년 퀸의 베스트 앨범
- 2011년 스팅의 《Sting: 25th Years(The Definitive Box Set Collection)》, 《Sting: The Best Of 25 Years》
- 2011년 핑크 플로이드의 전 앨범
- 2014년 레드 제플린의 1집《Led Zeppelin 1》, 2집 《Led Zeppelin 2》,  3집 《Led Zeppelin 3》

### 게임

#### 특징
게임에서의 디지털 리마스터링 양상은 과거 오리지널 원본의 해당하는 게임과 최대한 흡사하게 하되, 오늘날의 최신 콘솔과 디스플레이에 맞는 그래픽으로 렌더링한 형태로 나타난다. 특히 최근에는 X박스 원, 플레이스테이션4 등 차세대 콘솔 게임기기가 출시는 데 발맞춰 기존 게임들이 디지털 리마스터 버전을 내놓기도 하였는데, 디지털 리마스터 버전은 신규 게임 개발보다 적은 노력으로 그에 버금가는 효과를 노릴 수 있어 업계의 큰 환영을 받고 있다. 물론 단순히 그래픽만 향상시키는 차원이 아니라 화면을 16:9 비율의 HD 화면에 맞게 전면 수정하고 CG 효과가 개선하는 등의 과정도 수반하며 경우에 따라서는 그래픽 관련 문제 뿐만 아니라 성우 캐스팅 캐스팅을 새로 하거나, 사운드 역시 5.1채널을 지원하도록 개선하며 인터페이스 최적화 작업을 하기도 한다. 즉 영화나 음악에서 영상이나 소리의 퀄리티 향상만을 주로 한다면, 게임에서는 새로운 최신 콘솔 장치의 개발로 말미암아 게임 그 자체의 여러 기능들을 업그레이 시킬 수 있다는 것이다. 또한 디지털 리마스터링된 게임은 음악이나 영화와는 다르게 콘텐츠 내에서 리마스터링 전후 양상을 콘텐츠 소비자가 느낄 수 있다는 것에 있다. 즉 영화나 음악은 과거 아날로그 형태의 원본과는 별개인 디지털 형식으로 존재할 뿐이다. 허나 게임 같은 경우 대표적으로 헤일로 시리즈의 '헤일로 2: 애니버서리(Halo 2: Anniversary)'에서 10주년을 기념하여 리마스터링된 그래픽으로 클래식 모드도 지원되어 버튼을 한 번씩 눌러 리마스터링된 게임과 2004년 당시의 오리지널 그래픽을 즉시 교체하여 게임을 즐길 수 있는 것이다.

#### 기술적 과정
게임에서의 디지털 리마스터링은 사실상 HD(고선명 비디오), 즉 고선명 비디오에서의 기술적 과정이 기초가 된다. HD 기술은 TV에서부터 시작하였다. 보다 실감나는 영상과 소리를 보고 들으려는 사람들의 욕구에 호응하여, 텔레비전 기술 개발은 지속적인 화질 개선과 화면 대형화로 이어져 왔는데, 이러한 시대적 요구에 따라 HD TV가 차세대 디지털 영상 제작 방식으로 기존의 아날로그 제작 시스템을 급격히 대체한 것이다. 게임에서의 HD기술은 플레이 스테이션 3와 X박스360에서 HDMI 혹은 컴포넌트 케이블을 통해 기본적인(native) 1080해상도를 출력해내기 시작한 것에서 비롯되었다. 당시 대부분의 게임들은 애초에 720해상도나 그보다 더 아래의 해상도에 맞게 제작되었지만, 1080해상도까지 향상시킬 수 있는 여지는 있었던 것이다. 이것을 계기로 이후 많은 게임 플랫폼에 맞게, 최적의 그래픽으로 리마스터링을 시작했다. 이것이 게임 리마스터링의 첫단계이면서 핵심적인 부분이다. 기술적인 과정에서 먼저 대부분의 리마스터 게임 제작자들은 1초당 60프레임(fps) 1080해상도에 HD버전으로 만들기 위해 애쓰는데, 그 이유는 바로 대부분의 매니아층 지지자들이 그 틀을 마치 기준으로 여기기 때문이다. 이러한 기초과정 후에 요구되는 것은 바로 기존의 게임을 새로운 플랫폼에 가져오는 과정에서 이 플랫폼을 어떻게 최대한 이용하는가이다. 즉 HD 리마스터 게임을 개발하는 것은 새로운 게임을 창작하는 것과는 다른 관점에서 많은 노력이 필요하다는 것인데, 컨트롤러의 특별한 특징을 파악하는 것에서부터 원래 오리지널 게임의 경험을 훼손하지 않은 한에서 다시 이 게임을 어떻게 확장시키느냐가 관건인 것이다. 또한 이러한 기술적 작업들은 전에는 다뤄본 적 없던 새 플랫폼에서의 물체를 입력시키는 법, 특수 효과 삽입, 모델 조절 등 처음부터 새롭게 배워야 하는 과정들도 선행되어야 한다.

#### 역사와 사례
- 2009년 갓 오브 워 시리즈의《갓 오브 워 컬렉션: HD 리마스터 버젼》
- 2011년 메탈기어 솔리드 시리즈의《메탈기어 솔리드 HD COLLECTION》
- 2011년 가디언 히어로즈 시리즈의《가디언 히어로즈: XBLA》
- 2011년 몬스터 헌터 시리즈의《몬스터 헌터: 포터블 3rd HD Ver》
- 2012년 데빌 메이 크라이 시리즈의《데빌 메이 크라이: HD COLLECTION》
- 2012년 바이오 하자드 시리즈의《바이오 하자드: 크로니클즈 HD 셀렉션》
- 2012년 에테르 베이퍼 시리즈의《에테르 베이퍼: 리마스터 버전》
- 2012년 전국 바사라 시리즈의《전국 바사라: HD COLLECTION》
- 2012년 존 오브 더 앤더스 시리즈의《존 오브 더 앤더스: HD COLLECTION》
- 2012년 언더디피트 시리즈의《언더디피트: HD》
- 2013년 슈퍼메트 로이드 의《슈퍼메트로이드: 리메이크》
- 2014년 헤일로 시리즈의《헤일로2: 애니버서리》
- 2014년 아이온 의《아이온: 마스터 서버》
- 2014년 더 라스트 오브 더 어스2 시리즈의《더 라스트 오브 더 어스2: 리마스터 버전》
- 2014년 슬리핑 독스 시리즈의《슬리핑 독스: 리마스터 버전》
- 2017년 스타크래프트 시리즈의 《스타크래프트: 리마스터》

### 방송
방송은 디지털 리마스터링이 된 사례는 주로 과거의 지난 텔레비전 방송 프로그램들의 보실 수 있다.
- 2018년 《하얀거탑》 (MBC)
- 2020년 밥 로스의 《그림을 그립시다》 (EBS)

## 디지털 리마스터링과 문화콘텐츠 산업
디지털 리마스터링에는 시대의 변화에 발 맞춰 과거의 문화 콘텐츠를 더 나은 품질로 재탄생시키고자 하는 의도가 있는 반면, 새로운 콘텐츠를 제작하는 것보다 비교적 적은 노력과 투자금을 들여 상품으로서의 높은 가치가 입증된 과거의 콘텐츠를 새로운 콘텐츠처럼 판매하려는 의도 또한 있다고 볼 수 있다.

### 영화
영화에서의 리마스터링 산업은 DVD 산업과 밀접하다. 그 이유는 DVD가 막 출시되면서 영화의 지명도가 높아 잘 팔리는 타이틀이 등장했고, 다시 작업해서 출시해도 충분히 상업성이 있다고 확인될 경우엔, 더 좋은 소스에서 더 높은 기술력으로 제작된 리마스터링 버전이 출시되기 시작한 것이다. 이제 디지털 리마스터링 작업에 따른 고전 영화의 복원판 제작은 영화 문화산업에서 많은 각광을 받고 있다. 대표적으로 2014년에는 한국 영상자료원에서는 40주년 기념 영화제로 발굴, 복원 그리고 재창조’라는 영화제 이름 아래 '아카이브의 유령들'들을 주제로 하였는데, ‘아카이브의 유령들’은 발굴, 복원, 수집 보존, 상영을 키워드로 이에 어울리는 짧은 이야기를 담았다. 칸 국제 영화제에도 복원된 영화를 대상으로 하는 칸클래식 부문이 따로 있는데 2007년에 개설되었다. 칸영화제가 2000년대 들어 클래식 부문을 마련한 것은 영화계를 뒤흔든 디지털 혁명 때문이다. 디지털 기술의 발달로 필름으로 만들어진 옛 영화에 대한 가치를 새삼 부각할 필요성이 대두되어 화질이 훼손됐거나 사운드에 손실이 생긴 고전영화들이 복원 과정을 거쳐 클래식 부문에서 상영됐다. 세계 영화계의 시선이 가장 많이 쏠리는 영화제가 고전영화, 특히 복원된 영화에 최근 주목하는 이유에 대해 영화의 문화재로서의 가치를 새삼 부각시키며 영화제의 지위를 굳건히 하려는 의지의 표명이거나 칸 특유의 상업적 의도일 수도 있지만 그만큼 이제 복원 영화와 디지털 리마스터링 기술은 문화콘텐츠 산업의 핵심 키워드 중 하나인 것이다.

### 음악
디지털 리마스터링 기술을 음악 산업에 적용시켰을 때 기술을 가장 주된 분야가 바로 재발매 음반의 영역이다. 흔히 ‘딜럭스 에디션(Deluxe Edition)’이라는 이름이 붙어서 두 장이나 세 장을 한 묶음으로 해서 발매하는 바로 그 음반들을 말하는 것인데. 2000년대 초반부터 조금씩 나오기 시작하던 이 재발매 음반들은 최근에는 거의 신보에 맞먹는 수준으로 나오고 있는 상황이다.딜럭스 에디션의 구성의 대상은 역시 이미 검증받은 과거의 명반들이다. 이 음반들의 소리를 새로운 기술로 리마스터링하고, 즉 볼륨을 올리고 음질을 가다듬은 다음 당시 발표한 B-사이드나 데모곡들, 혹은 실황공연 등의 음원을 추가하여 하나로 묶으며 외관에 있어서도 가급적 발매 당시의 모양 그대로를 살리려고 노력한다. 마지막에 언급한 ‘발매 당시의 모양’을 유지한다는 전략은 ‘LP 미니어처’로 대표되는데, 아예 CD 크기로 발매 당시의 LP 모양을 그대로 따라하는 것이다. 이렇게 재발매 음반이 유행이 된 데는 몇 가지 복합적인 요인이 있지만 여기서는 가장 큰 이유는 역시 음반(‘음악’이 아니다) 산업의 불황이다. 즉 CD를 팔기 위해서 구하기는 어려웠거나 혹은 이미 검증받는 명반들을 신기술을 활용한 음질의 향상과 휘귀한 음원들을 제공하여 팬들의 관심을 끄는 것이다. 따라서 이 디지털 리마스터링 음악 산업에서의 음악은 감상용’보다는 ‘소장품’으로서의 가치를 강조하는 것이다. 이는 어떻게 보면 오늘날 위기에 봉착한 음반 산업에서 CD가 살아남기 위한 행로와 음악의 예술가치 변모를 보여준다고 할 수 있다.

### 게임
리마스터링 게임의 붐은 게임 업계의 사정과 연관지어 이해할 수 있다. 최근 콘솔 게임의 세계 점유율과 판매량이 미진한 부분을 보이고 있다. 그리고 콘솔 게임기의 새로운 소프트 웨어는 잘 나오지 않고 있다. 게임은 인력집약적인 산업인데다 예전보다 개발비가 늘어남에 따라, PS 시리즈나 Xbox 시리즈를 새로 출시한다든지 하는 새 기계에 대한 투자비용이 만만치 않아진 것이다. 따라서 이러한 상황에서는 새로운 게임을 내기 보다도 판매량이 확보되는 게임을 리마스터하는 선택을 하게 되는 것이다.
또한 게임 개발환경의 문제에서, 리마스터를 하는 과정에서 새로운 하드웨어에 대한 적응과정을 통해 개발환경을 구축할 수 있다. 즉 적은 돈으로 매출을 확보하는 대신 개발자들의 교육을 이뤄내는 것이다. 코나미와 같은 경우는 서브 프로듀서를 교육시키는 차원에서 리마스터를 담당시키기도 하는 등의 양상을 보이는 것이다.

## 같이 보기
- 리메이크
- 패러디
- 오마주
- 디지털화
- 감독판